# Cosmosoma bella
Cosmosoma bella là một loài bướm đêm thuộc phân họ Arctiinae, họ Erebidae.